# Alvin Plantinga
Alvin Carl Plantinga (n. 15 noiembrie 1932, Ann Arbor, Michigan, SUA) este filozof analitic american. Este cunoscut pentru lucrările sale filozofice în filosofia religiei, epistemologie, metafizică și apologetică creștină.

## Viziuni filozofice
Plantinga a susținut că unii oameni pot ști că Dumnezeu există ca o credință de bază, care nu necesită niciun argument. El a dezvoltat acest argument în două moduri diferite: în primul rând, în "God and Other Minds" (1967), prin trasarea unei echivalențe între argumentul teleologic și viziunea de intuiție comună pe care oamenii o au despre alte minți existente prin analogie cu propriile minți.   Plantinga a dezvoltat, de asemenea, o relatare epistemologică mai cuprinzătoare a naturii justificării, care permite existența lui Dumnezeu ca și credință de bază. 
Plantinga a susținut, de asemenea, că nu există o inconsecvență logică între existența răului și existența unui Dumnezeu atotputernic, atotștiutor și întru totul bun. 

## Problema răului
Plantinga a propus o „apărare” într-un volum editat de Max Black în 1965,  care prezintă o ipoteză posibilă prin care se poate combăte problema logică a răului; argumentul că existența răului este logic incompatibilă cu existența unui Dumnezeu omnipotent, omniscient și pe deplin bun.  Argumentul lui Plantinga (într-o formă simplificată) afirmă că „Este posibil ca Dumnezeu, chiar fiind omnipotent, să nu poată crea o lume cu creaturi libere care nu aleg niciodată răul. Mai mult, este posibil ca Dumnezeu, chiar fiind omni-benevolent, să dorească să creeze o lume care conține răul dacă bunătatea morală necesită creaturi morale libere." 

## Argument ontologic modal
Plantinga a exprimat o versiune logică modală a argumentului ontologic în care folosește logica modală pentru a dezvolta, într-un mod mai riguros și mai formal, argumentele ontologice modale ale lui Norman Malcolm și Charles Hartshorne .
Plantinga a criticat argumentele lui Malcolm și Hartshorne și a oferit o alternativă.  El a susținut că, dacă Malcolm dovedește existența necesară a celei mai mari ființe posibile, rezultă că există o ființă care există în toate lumile a cărei măreție în unele lumi nu este depășită. El a susținut că nu demonstrează că o astfel de ființă are măreție de neegalat în această lume. 
În încercarea de a rezolva această problemă, Plantinga a făcut diferența între „măreție” și „excelență”. Excelența unei ființe într-o anumită lume depinde doar de proprietățile ei în acea lume; măreția unei ființe depinde de proprietățile ei în toate lumile. Prin urmare, cea mai măreață ființă posibilă trebuie să aibă excelență maximă în fiecare lume posibilă. Plantinga a repetat apoi argumentul lui Malcolm, folosind conceptul de „măreție maximă”. El a susținut că este posibil ca o ființă cu măreție maximă să existe, deci o ființă cu măreție maximă există într-o lume posibilă. Dacă acesta este cazul, atunci o ființă cu măreție maximă există în fiecare lume și, prin urmare, în această lume. 

## Argument evolutiv împotriva naturalismului
În argumentul evoluționist al lui Plantinga împotriva naturalismului, el susține că, dacă evoluția este adevărată, ea subminează naturalismul . Argumentul său de bază este că, dacă evoluția și naturalismul sunt ambele adevărate, facultățile cognitive umane au evoluat pentru a produce credințe care au valoare de supraviețuire, nu neapărat pentru a produce credințe care sunt adevărate. Astfel, deoarece facultățile cognitive umane sunt adaptate mai degrabă la supraviețuire decât la adevăr în modelul naturalism + evoluție, există motive să ne îndoim de veridicitatea produselor acelor facultăți, inclusiv naturalismul și evoluția în sine. Pe de altă parte, dacă Dumnezeu l-a creat pe om „după chipul lui” printr-un proces evolutiv (sau orice alt mijloc), atunci Plantinga susține că facultățile noastre ar fi probabil de încredere.

## Scrieri
- Natura necesitații, traducere de Constantin Grecu, ed. Trei, 1998.
- Știință și religie. Sînt ele compatibile?, în colaborare cu Daniel Dennett, traducere de Antoaneta Sabău și Florin George Călian, postfață de Mircea Flonta, ed. Ratio et Revelatio, 2014.